# عباس حسن (نحوي)
عباس حسن (1318- 1399 هـ / 1900 - 1979 م) عالم نحوي مصري، وأستاذ اللغة العربية بكلية دار العلوم في جامعة القاهرة، وعضو مجمع اللغة العربية بالقاهرة. اشتَهَر بكتابه «النحو الوافي» في أربعة أجزاء ضخمة، الذي وصفه بعضُ الباحثين بأنه «أفضل كتاب أُلِّفَ في النحو في العصر الحديث».

## ولادته وتحصيله
وُلِدَ عباس بن حسن بن مصطفى الهوَّاري في مدينة منوف بمحافظة المنوفية، عام 1318هـ/ 1900م.
كان أبوه حسن مصطفى الهوَّاري يعمل بالتجارة، فقرَّر نقل تجارته إلى القاهرة، فعهد إلى أصهاره العناية بابنه الصغير عباس، فتولَّى خاله الشيخ علي عباس تربيته، وكان عالمًا أزهريًّا مَهيبًا، اعتنى بتوجيهه إلى الدراسة والعلم، فأرسله إلى كُتّاب القرية فحفظ القرآن الكريم وتعلَّم مبادئ القراءة والكتابة.
ثم التحق بالأزهر الشريف فأتم المرحلتين الابتدائية والثانوية الأزهرية. وتابع دراسته في كلية دار العلوم بجامعة القاهرة، وتخرَّج فيها وحصل على الإجازة منها (بكالوريوس) عام 1925، وكان من أوائل دفعته، ورشَّحه ذلك للسفر في بعثة علمية بإنجلترا، ولكنه لم يتمكَّن من اجتياز امتحان اللغة الإنجليزية، وفاتته البعثة والدراسة في الخارج.

## عمله ووظائفه
عمل بالتدريس مدَّة عشرين عامًا، بدءًا بإحدى المدارس الابتدائية بالمنيا في صعيد مصر ثم بمدرسة باب الشعرية الابتدائية، ومنها إلى غيرها من المدارس الأميرية بالقاهرة. وشارك بتأليف العديد من الكتب المدرسية في مختلِف المراحل التعليمية.
وفي عام 1944 عُيّن في دار العلوم مدرِّسًا للنحو، وترقّى في الدرجات العلمية حتى أصبح أستاذًا ورئيسًا لقسم النحو والصرف والعَروض في الكلية، وظل فيها حتى تقاعده عام 1960.
اختير عضوًا بمجمع اللغة العربية بالقاهرة سنة 1967، في الكرسي الذي خلا بوفاة الأستاذ علي بدوي. وكان له نشاط دائب في أعمال المجمع، وشارك في عدد من لجانه، منها: لجنة المعجم الكبير، ولجنة الأصول، إضافة إلى جلسات مجلس المجمع ومؤتمره.

## أساتذته وطلابه

### أساتذته
تلقَّى عباس حسن العلم في كلية دار العلوم على عدد من الفضلاء منهم:
- الشيخ أحمد الإسكندري.
- الشاعر محمد عبد المطلب.
- الأستاذ أحمد يوسف نجاتي.

### تلاميذه
ومن أشهر تلاميذه:
- الأستاذ الدكتور طاهر أحمد مكي.
- الأستاذ الدكتور محمود الربيعي.[4]

## مؤلفاته
1. النحو الوافي - دار المعارف بالقاهرة.
2. المتنبي وشوقي، دراسة ونقد وموازنة - دار المعارف بالقاهرة 1951.
3. اللغة والنحو بين القديم والحديث - دار المعارف بالقاهرة 1971.
4. رأي في بعض الأصول اللغوية والنحوية.
5. المطالعة الوافية، كتاب مدرسي لطلاب التعليم الثانوي، في جزأين، بالاشتراك مع آخرين.[6]
6. الموجز في علم النفس، بالاشتراك مع الأستاذ الدكتور محمد حسنين عبد الرازق، قررت وزارة المعارف عام 1932 تدريسه لطلاب السنة الرابعة الثانوية.
7. الموجز في علم المنطق، بالاشتراك مع الأستاذ الدكتور محمد حسنين عبد الرازق، قررت وزارة المعارف عام 1932 تدريسه لطلاب السنة الخامسة الثانوية.[4]

## كلماته وبحوثه
- كلمته في حفل استقباله عضوًا في المجمع (نشرت في مجلة المجمع ج 22).
- كلمته في حفل استقبال الأستاذ علي الجندي (نشرت في مجلة المجمع ج 25).
- كلمته في حفل استقبال الأستاذ علي السباعي (نشرت في مجلة المجمع ج 30).
- كلمته في تأبين الأستاذ علي الجندي (نشرت في مجلة المجمع ج 33).
- كلمته في تأبين الأستاذ علي السباعي (نشرت في مجلة المجمع ج 34).
- بعض الشوائب في النحو (نشرت في مجلة المجمع ج 35).[7]

## كتب عنه
- تيسير النحو عند عباس حسن في كتابه النحو الوافي، دراسة وتقويم، عبد الله حمد الحسين، رسالة دكتوراه بجامعة أم القرى بمكة المكرمة 1432هـ.[8]
- عباس حسن وجهوده النحوية واللغوية، زينب شافعي عبد الحميد.
- عباس حسن وجهوده في النحو، قحطان عبد الستار.[9]

## صفاته
كان عفَّ اللسان، صافيَ السريرة، خجولًا، قليلَ المجاملة، يقول ما يعتقد دون محاباة أو مواربة أو يصمت.

## وفاته
توفي عباس حسن في القاهرة صباح يوم الاثنين 5 جُمادى الأولى 1399هـ الموافق 2 أبريل (نيسان) 1979م، عن تسعة وسبعين عامًا.
وأُعلن خلوُّ مقعده في المجمع يوم 9 أبريل 1979، وأقيمت حفلة تأبينه يوم 16 أبريل في مقرِّ المجمع.